# AFC Super Cup
De Aziatische supercup (officieel Asian Super Cup) was een internationale voetbalbeker van de Aziatische voetbalbond AFC. Om de beker werd gestreden tussen de winnaar van de Asian Champions Cup en de winnaar van de Aziatische beker voor bekerwinnaars.

## Historie
Er werd voor het eerst in 1995 om de Aziatische supercup gestreden en in 2002 voor de laatste keer. Door het samengaan van de Asian Champions Cup en de Aziatische beker voor bekerwinnaars in de AFC Champions League verviel de mogelijkheid voor een supercupwedstrijd tussen deze beide winnaars. De supercup werd door middel van een thuis- en uitwedstrijd gespeeld.
De winnaar van 1998 vertegenwoordigde Azië op de eerste editie van het wereldkampioenschap voetbal voor clubs. De winnaar van 1999 was uitgenodigd om deel te nemen aan de editie van 2001, maar dit toernooi werd geannuleerd.

## Finales
| Jaar | Winnaar                   | Winnaar | Uitslagen         | Finalist            | Finalist |
| ---- | ------------------------- | ------- | ----------------- | ------------------- | -------- |
| 1995 | Yokohama Flügels          | BW      | 1-1, 3-2          | Thai Farmers Bank * | CC       |
| 1996 | Ilhwa Chunma *            | CC      | 5-3, 1-0          | Bellmare Hiratsuka  | BW       |
| 1997 | Al-Hilal Riyad *          | BW      | 1-0, 1-1          | Pohang Steelers     | CC       |
| 1998 | Al-Nassr Riyad            | BW      | 1-1, 0-0          | Pohang Steelers *   | CC       |
| 1999 | Júbilo Iwata *            | CC      | 1-0, 1-2          | Al-Ittihad Djedda   | BW       |
| 2000 | Al-Hilal Riyad            | CC      | 2-1, 1-1          | Shimizu S-Pulse *   | BW       |
| 2001 | Suwon Samsung Bluewings * | CC      | 2-2, 2-1          | Al- Shabab Riyad    | BW       |
| 2002 | Suwon Samsung Bluewings   | CC      | 1-0, 0-1 ns (4-2) | Al-Hilal Riyad      | BW       |

*  speelde eerst thuis 
 N.B. CC = winnaar Champions Cup, BW = winnaar Beker voor bekerwinnaars 
Clubcompetities: AFC Champions League Elite · AFC Champions League Two · AFC Challenge League

Landencompetities: Aziatisch kampioenschap mannen · Aziatisch kampioenschap vrouwen

Voormalige competities: AFC Challenge Cup · AFC President's Cup · Aziatische supercup · AFC/OFC Cup Challenge · Aziatische beker voor bekerwinnaars · AFC Cup